# الهیات سیاسی
الهیات سیاسی (انگلیسی: Political theology) شیوه‌ها و راه‌هایی را که مفاهیم الهیاتی یا شیوه تفکر الهیاتی به سیاست، جامعه و اقتصاد مرتبط می‌شود بررسی می‌کند. اگرچه رابطه میان سیاست و مذهب بویژه مسیحیت و سیاست از سده‌ها پیش مورد بررسی قرار گرفته‌است اما الهیات سیاسی بعنوان یک رشته آکادمیک در قرن بیستم شکل گرفته‌است.

## پیشینه
اصطلاح الهیات سیاسی در معانی گسترده و متفاوتی بکار گرفته شده و نویسندگان مختلف جنبه‌های متفاوتی از آن را مدنظر داشته‌اند. برخی پیشینه این واژه را در تاریخ اندیشه سیاسی غرب به دوره رواقیون بازمی‌گردانند. الهیات سیاسی  در دوره رواقی گری به هر نظریه سیاسی منتج شده از الهیات اشاره داشته‌است. این واژه برای بررسی کتاب شهر خدای آگوستین و مدخل الهیات توماس آکویناس بکار رفته‌است. به همین ترتیب برای توصیف آثار مارتین لوتر، اصلاح گر پروتستان، و ژان کالون از این واژه استفاده شده‌است.
هاینریش مایر ریشه‌های این اصطلاح را به میخائیل باکونین، آنارشیست قرن نوزدهمی، بازمی‌گرداند که در سال ۱۸۷۱ در نقدی بر آرای ماتزینی با نام «الهیات سیاسی ماتزینی در انترناسیونال اول» این اصطلاح را به کار برده اما امروزه کاربرد این واژه با نام کارل اشمیت متفکر آلمانی پیوند خورده‌است و او را نخستین متفکری می‌دانند که در سال ۱۹۲۲ برای اولین بار این اصطلاح را در نوشته‌ای با عنوان «الهیات سیاسی:چهار فصل دربارهٔ حاکمیت» بکار برده‌است.